# 呂盛
呂盛（1460年—16世紀），字文郁，號定庵，南直隸廣德州建平縣人，明朝政治人物。

## 生平
呂盛是弘治二年（1489年）己酉科應天府鄉試第六十四名舉人，弘治十二年（1499年）成己未科會試第一百四十五名，三甲八十九名進士，次年（1500年）獲授義烏知縣，為政不煩擾人民，開誠佈公，興辦學校，重修倒塌的東江橋，並重建明倫堂，在任六年內人民安樂，縣人立生祠紀念，陞南京戶部主事、郎中，正德九年（1514年）外調湖州知府，屬下孝豐湯麻九作亂，他親自到其巢穴諭示，說：「你的罪當誅死，黨羽與亦不能赦，若果你能自首，妻子族人可以免死。」湯麻九頓首伏罪，隨即到府處斬，府內因此安寧；調任東昌知府，十四年（1519年）陞山東天津兵備道副使，明武宗南巡時正值饑荒，他就拿出官銀給流民就業，同時給予醫藥，改任雲南屯田副使，在嘉靖元年（1522年）上疏請求退休。入祀鄉賢祠。

## 著作
著有《唱和諸集》。

## 家族
曾祖吕绍三；祖吕泽；父吕雍。母芮氏。永感下。兄初、通、興、隆。弟茂。

## 引用
1. 1 2  雍正《建平縣志·卷十八·人物》：呂盛，字文郁，號定庵，弘治己未進士，初授義烏令，政聲懋著，遷南京戶部主事，盛在部益樹清介，秩滿拜湖州郡守，屬孝豐湯許為寇，盛深入其阻諭禍福，元兇既俘，黨皆自詣請死，旬日間兵不血刃寇悉平，盛改調去，湖士民肖像立祠峴山。及守東昌郡，不三載東土大治，遷山東按察副使，備兵天津，正德庚辰南巡，有司多以皇夫擾民，天津當孔道，時方饑饉，盛以無礙官銀給四方流民俾之就役，兼給醫藥以療民疫，未幾改雲南屯田副使疏歸，養望林泉，士論高之，所著有《唱和諸集》，今崇祀鄉賢。
2. ↑  雍正《建平縣志·卷十三·選舉》：進士……明……呂盛 弘治己未科倫文敘榜，官至按察副使贈廉使，有傳……舉人……明……呂盛 弘治二年
3. ↑  康熙《義烏縣志·卷十·官師志》：呂盛，字文郁，直隸建平人，進士，弘治十三年任，為政務大體，不事煩苛，開誠布公，作興學校，親課農桑，見東江橋北圮壞，措置修營，民不病涉，重建明倫堂，儒學門創號房四十餘間，拓泮池、甃石為橋，甚有功於黌校，在任六年民殷訟息，夜戶不閉，有牧民條約鑿鑿可行，陞任去，民生祀之。
4. ↑  同治《湖州府志·卷六十二·名宦錄》：呂盛，字文郁，號定庵，建平人，宏治十二年進士，正德九年以戶部郎中出知湖州，以信治民。當湯麻九作亂殺人頗多罪在，不原朝旨欲夷其族，盛曰：「第緩之，俟我親往。」乃親入其阻，麻九列兵仗開門迎盛，盛直示曰：「汝罪當誅，黨與某某等亦不赦，若能自首，則妻子族人可免。」麻九頓首伏罪，隨即到府解京斬之，一郡胥平 張履祚《近古錄》 。適部檄至移知東昌府，士民為立生祠於峴山後，即南門外作石室樹碑以紀其功德，再遷雲南副使致仕歸卒。 胡志
5. ↑  《明武宗毅皇帝實錄·卷一百七十六》：（正德十四年七月壬辰）陞河南按察司按察使陳奎為山東布政司右布政使，東昌府知府呂盛為山東按察司副使，南京戶部郎中胡德為四川布政司右參議。
6. ↑  《明世宗肅皇帝實錄·卷十九》：（嘉靖元年十月）壬午雲南按察司副使呂盛乞休，許之。
7. ↑  龚延明主编. . 宁波: 宁波出版社. 2016. ISBN 978-7-5526-2320-8. 《天一閣藏明代科舉錄選刊.登科錄》之《弘治十二年己未科進士登科錄》